# Японская эмиграция в Нидерланды
К японцам в Нидерландах относятся эмигранты из Японии и их потомки, а также граждане Нидерландов японского происхождения.
По состоянию на 2009 год, согласно данным Центральному статистическом бюро Нидерландов, в Нидерландах проживало 7524 человека японского происхождения. В целом, это временные иностранные резиденты, нанятые японскими компаниями.

## Демография
Согласно опросу 1996 года, 80 % японцев в Нидерландах состояли из сотрудников японских компаний и членов их семей. Ещё 10 % были японскими государственными служащими, работающими за границей, исследователями и студентами. Остальные были постоянными жителями, в основном японскими женщинами, вышедшими замуж за голландских мужчин. Большинство японцев живёт в Амстердаме. Однако в Маастрихте также проживает около 150 человек, в основном сотрудники Mitsubishi, их супруги и дети.
Данные Центрального статистического бюро Нидерландов за 2009 год в отношении лиц японского происхождения показывают:
- 5 985 человек родились в Японии (2 691 мужчина, 3 294 женщины)
- 1539 местных жителей японского происхождения (783 мужчины, 756 женщин), из которых:
  - У 1140 человек один из родителей родился за пределами Нидерландов (582 мужчины, 558 женщин)
  - У 399 человек оба родителя родились за пределами Нидерландов (201 мужчина, 198 женщин)

В общей сложности 7524 человека. Это означает рост примерно на 2,4 % людей по сравнению с предыдущим годом и примерно на 18 % по сравнению с 1996 годом, самым ранним годом, за который доступны статистические данные. Однако они по-прежнему составляют лишь незначительную долю, более 0,2 % от всех лиц иностранного происхождения в Нидерландах.

## Трудоустройство
Рабочее место является одним из важнейших мест межкультурных контактов для японцев, работающих в Нидерландах. Офисы японских компаний в Нидерландах, как правило, небольшие по размеру, насчитывающие менее 100 сотрудников. Процессы принятия решений в японской и голландской корпоративных культурах внешне схожи, и те, и другие полагаются на достижение консенсуса заинтересованных сторон и подчиненных. Необходимость для японских менеджеров среднего звена-экспатриантов направлять планы обратно в штаб-квартиру в Японии, в дополнение к акценту на коллективную ответственность за результаты планов, согласованных консенсусом, означает, что принятие решений в японских компаниях протекает медленнее, чем в голландских компаниях. Тем не менее, голландские сотрудники в японских компаниях воспринимают процесс принятия решений как достижение лучших и более тщательных результатов, несмотря на его медленный темп.
Японские сотрудники-экспатрианты в Нидерландах работают дольше, чем местные сотрудники. Японские менеджеры считают, что им приходится более четко разграничивать должностные требования и обязанности для голландских сотрудников, чем они сделали бы для японских сотрудников в Японии, из-за местного культурного акцента на индивидуальную ответственность выше коллективной.

## Кухня
По состоянию на 2000 год, питаясь вне дома, японские эмигранты в Нидерландах чаще всего посещали китайские рестораны (29 % блюд, съеденных вне дома); японские рестораны занимают второе место (25 %), итальянские рестораны (19 %) и французские рестораны (10 %). Однако они высмеяли японские рестораны Нидерландов как некачественные и дорогие. Они также готовят японскую еду дома, хотя и по другой схеме, чем в Японии; они потребляют меньше рыбы и больше мясных блюд (особенно никудзягу), и часто им приходится искать заменители предпочитаемых овощей, которые недоступны на местном рынке. Приготовление японской еды часто считалось хлопотным делом из-за этих ограничений, и многие японские жены заявляли, что они готовят такие блюда только потому, что их предпочитают их мужья; когда мужья в отъезде, они вместо этого готовят блюда в западном стиле. Однако в Амстердаме, по крайней мере, было несколько местных продуктовых магазинов в японском стиле. Для жителей Маастрихта таких вариантов было доступно меньше; многие пересекали границу с Германией, чтобы сделать покупки в Дюссельдорфе, и воспользовались множеством специализированных продуктовых магазинов, которые появились, чтобы обслуживать значительную японскую общину города, или объединились и заказали продукты — особенно рыбу, приготовленную в японском стиле— отправленную из Амстердама.

## Известные личности
- Кай Вербей